# ريني سميث
ريني سميث (بالإنجليزية: Rennie Smith)‏ هو سياسي بريطاني (وحمل سابقاً جنسية المملكة المتحدة لبريطانيا العظمى وأيرلندا)، ولد في 14 أبريل 1888، وتوفي في 25 مايو 1962. حزبياً، نشط في حزب العمال. في الانتخابات العامة في المملكة المتحدة 1924 ‏، انتخب عضو برلمان المملكة المتحدة الـ34 عن دائرة Penistone (UK Parliament constituency) ‏ (29 أكتوبر 1924 – 10 مايو 1929) وفي الانتخابات العامة في المملكة المتحدة 1929 ‏، انتخب عضو برلمان المملكة المتحدة الـ35 عن دائرة Penistone (UK Parliament constituency) ‏ (30 مايو 1929 – 7 أكتوبر 1931).